# Joan Maria Tintoré i Turull
Joan Maria Tintoré i Turull   (Barcelona, 9 de març de 1927 - Barcelona, 5 de febrer de 2020) fou un dirigent esportiu català, campió de Catalunya de tennis de tercera categoria el 1950 i universitari el 1951. El 1949 va entrar a la directiva del Reial Club de Tennis Barcelona-1899, que va presidir desde 1993 fins al 2008. El 2009 en fou nomenat president honorari. Fou directiu de la Reial Federació Espanyola de Tennis en dues etapes (1974-85, 1994-2005) i formà part del comitè executiu (1981-90) de la Federació Internacional de Tennis abans d'entrar en el comitè mundial el 1990. Des del 1985 va presidir l'Internacional Tennis Club d'Espanya i, des del 1996, l'Associació de Clubs de Tennis Centenaris (ACTC), amb seu a Lausana. Fou delegat per Espanya (1977-84) a l'Assemblea General de la ITF i representant de l'ACTC des del 2001. Des del 1996 fou membre del senat del tennis català de la Federació Catalana de Tennis. Creà un torneig per a joves a Sarajevo en acabar la guerra de l'antiga Iugoslàvia, que, des del 2001, figura en el calendari internacional. El 2008, va rebre la medalla d'or de Barcelona al mèrit esportiu i el 2009 el premi al millor dirigent esportiu de l'Associació Catalana de Dirigents de l'Esport. El 2010 va rebre el premi de la Unió de Federacions Esportives de Catalunya al Seny Esport i el 2011 el Tennis Europe Award. Va morir la matinada del 5 de febrer de 2020 a Barcelona als 92 anys.